# Der Mann, der alles kann
Der Mann, der alles kann (Arbeitstitel: Aus Liebe) ist eine deutsche Krimikomödie der Regisseurin Annette Ernst aus dem Jahr 2012. In der Hauptrolle verkörpert Peter Heinrich Brix den Kriminalbeamten Robert Hellkamp.

## Handlung
Robert Hellkamp ist ein Kriminalbeamter beim Landeskriminalamt Niedersachsen. Da ihm von ärztlicher Seite bescheinigt wurde, dass er unter einer sogenannten „Tatortphobie“ leidet, fällt es ihm schwer, Orte zu besuchen, an denen Verbrechen verübt wurden. Auch weigert er sich, eine Dienstwaffe mit sich zu führen. Das ist seiner Eigenschaft als LKA-Beamter natürlich nicht besonders dienlich. Des Öfteren erntet er deswegen auch Hohn und Spott seiner Kollegen. Robert hat vor, sich zum Fallanalytiker umschulen zu lassen, doch dazu fehlt ihm noch die Genehmigung seines Vorgesetzten.
Robert lernt unerwartet die Friseurin Rita kennen. Auch sie ist mit ihrem Beruf nicht zufrieden; sie hat im Sinn, Schriftstellerin zu werden, doch dabei steht ihr im Wege, dass sich niemand für ihre selbst verfassten Werke zu interessieren scheint. Die beiden verlieben sich auf den ersten Blick. Jetzt kommt der Umstand ins Spiel, dass Ritas Tochter in einen nicht geklärten Mordfall verwickelt wird: Rebecca, die Mitbewohnerin der WG, in der Ritas Tochter wohnt, wird leblos aufgefunden. Sie ist vom Dach eines Hauses gestürzt.
Um seiner neuen Liebe Rita und ihrer Tochter beizustehen, entwickelt Robert auf einmal ungeahnte Fähigkeiten: Er meldet sich in seiner Dienststelle zum Erstaunen aller Kollegen freiwillig, um bei der Aufklärung der Todesumstände mitzuwirken. So gelingt es Robert, den zunächst bestehenden Tatverdacht gegen einen Freund von Ritas Tochter auszuräumen und die Todesumstände aufzuklären. Auch gelingt es Robert nachzuweisen, dass der Vater  von Rebeccas Liebhaber, der im Nachbarhaus wohnt, für den Tod verantwortlich ist; jedoch war es kein Mord. Bei dem Versuch, einen Streit zu schlichten und Rebecca zur Vernunft zu bringen, fiel sie durch einen unglücklichen Umstand vom Dach des Hauses der Wohngemeinschaft.
Die Handlung des Films geht zu Ende, indem Robert erneut einen Mordversuch verhindert, den Täter dingfest macht und seiner neuen Freundin durch seinen kriminalistischen Sachverstand dazu verhilft, eine erfolgreiche Autorin von Kriminalromanen zu werden.

## Produktion
Hubertus Meyer-Burckhardt, Stefan Kruppa und Diana Schulte-Kellinghaus produzierten den Film für die Polyphon Film- und Fernsehgesellschaft (Berlin) im Auftrag der ARD Degeto. Gedreht wurde in Hannover.

## Erstausstrahlung
Der Mann, der alles kann wurde am 26. Januar 2012 erstmals in der ARD ausgestrahlt.

## Kritik
TV Spielfilm urteilt mit einem zur Seite gestreckten Daumen: „Schmunzelkrimi mit verschmitztem Brix“.
Rainer Tittelbach konstatiert: „Die Komödie übernimmt die Regie, der Krimi ist allenfalls Projektionsfläche für Rollenbilder. Eine filmische Seifenblase, bewegt von Träumen & Wünschen, weniger von Genre-Klischees. Sommerlich frisch inszeniert“. Das Fazit des Filmkritikers lautet: „Fortsetzung wünschenswert, aber fast unmöglich!“